# Rapperswil-Jona-Technikum

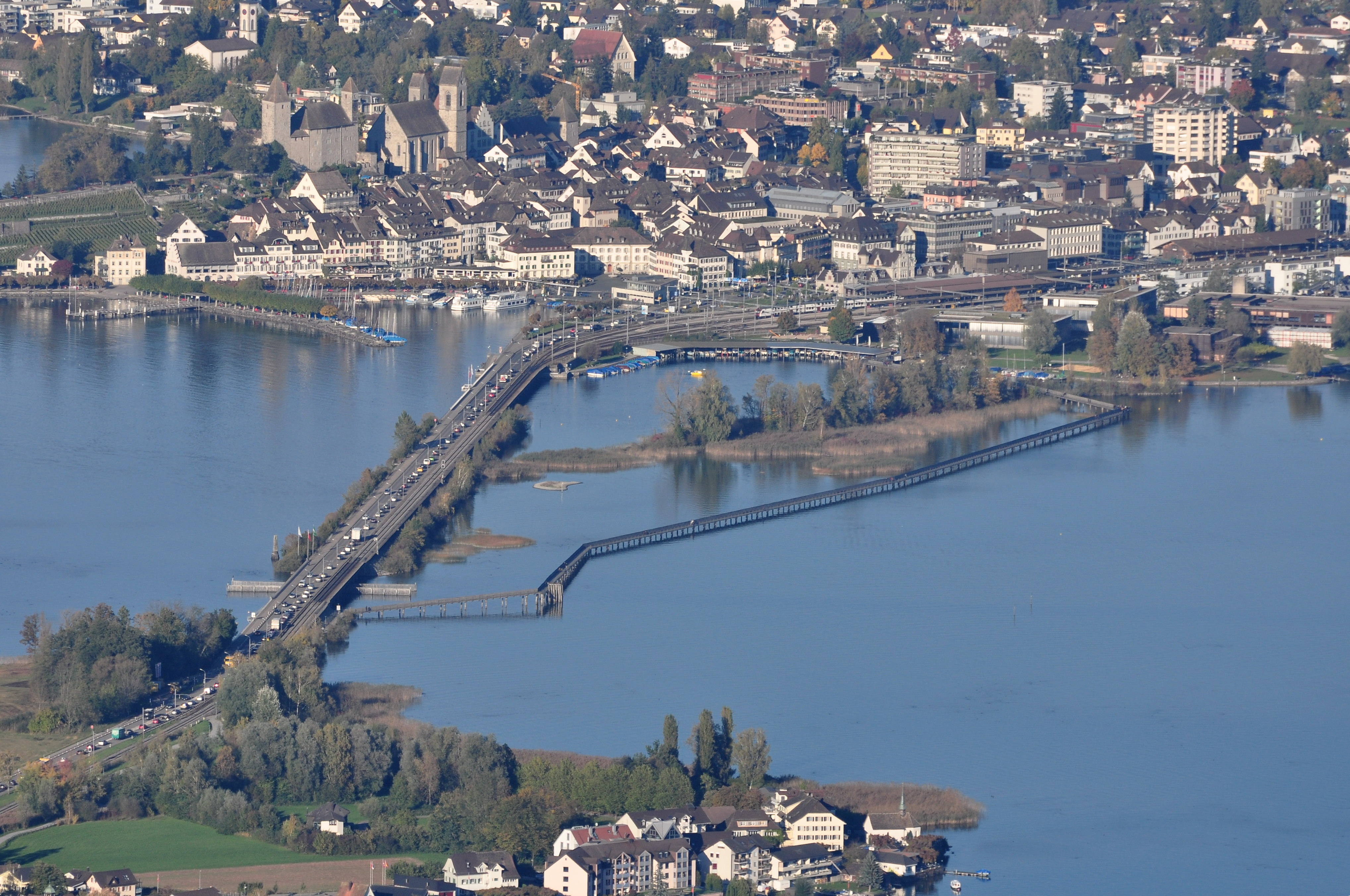
Der Seedamm von Rapperswil, rechts davon die Holzbrücke, im Hintergrund Rapperswil. Am rechten Bildrand in Ufernähe Gebäude des Technikums. Die Fundstelle Technikum liegt knapp ausserhalb des rechten Bildrands im See, rund 150 Meter vom Ufer in Rapperswil entfernt. Die damit korrespondierende Fundstelle Hurden Rosshorn liegt am anderen Ende des Seedamms bei Hurden und links davon.

Als Rapperswil-Jona-Technikum oder kurz Technikum wird eine archäologische Fundstelle im oberen Zürichsee bei Rapperswil bezeichnet. Benannt ist sie nach ihrer Lage nahe dem ehemaligen Technikum (heute «Campus Rapperswil-Jona»). Die Fundstelle war früher eine Insel, auf der sich in der zweiten Hälfte des 17. Jahrhunderts v. Chr. eine Siedlung mit Pfahlbauten befand.

## Lage
Rapperswil ist ein Ortsteil der Gemeinde Rapperswil-Jona im Kanton St. Gallen in der Schweiz. Die Fundstelle liegt südlich des ehemaligen Technikums im See, rund 150 Meter vom Ufer entfernt. Die prähistorischen und historischen Holzbrücken zwischen Rapperswil und Hurden verliefen westlich der Fundstelle. Der Seedamm von Rapperswil, der heute Rapperswil mit Hurden im Kanton Schwyz verbindet, liegt ebenfalls im Westen, er ist mehr als 300 Meter entfernt.
Die annähernd runde Fundstelle hat eine Fläche von 0,92 Hektar und einen Durchmesser von etwa 110 Metern. Heute ist sie eine Untiefe im oberen Zürichsee. Wegen Gefährdung durch Erosion wurde sie im Jahr 2011 als langfristige Schutzmassnahme mit Geotextil und einer 20 cm dicken Kiesschicht bedeckt, obwohl die archäologischen Untersuchungen noch unvollständig waren.
Die Fundstelle Hurden Rosshorn liegt gegenüber auf der anderen Seite des Zürichsees, wo der Seedamm die Insel Hurden erreicht.

## Forschung und Funde

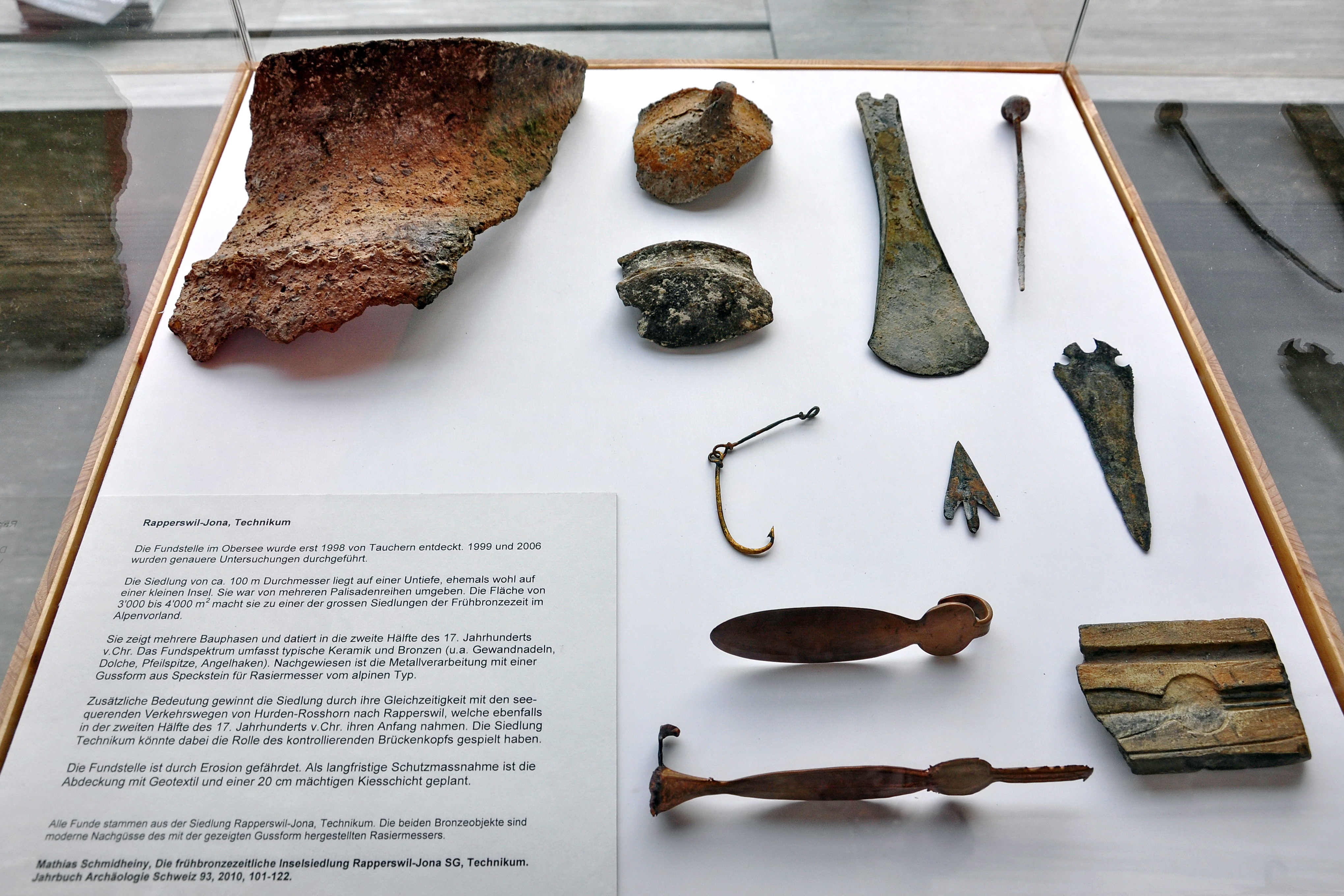
Fundstücke von der Fundstelle Technikum

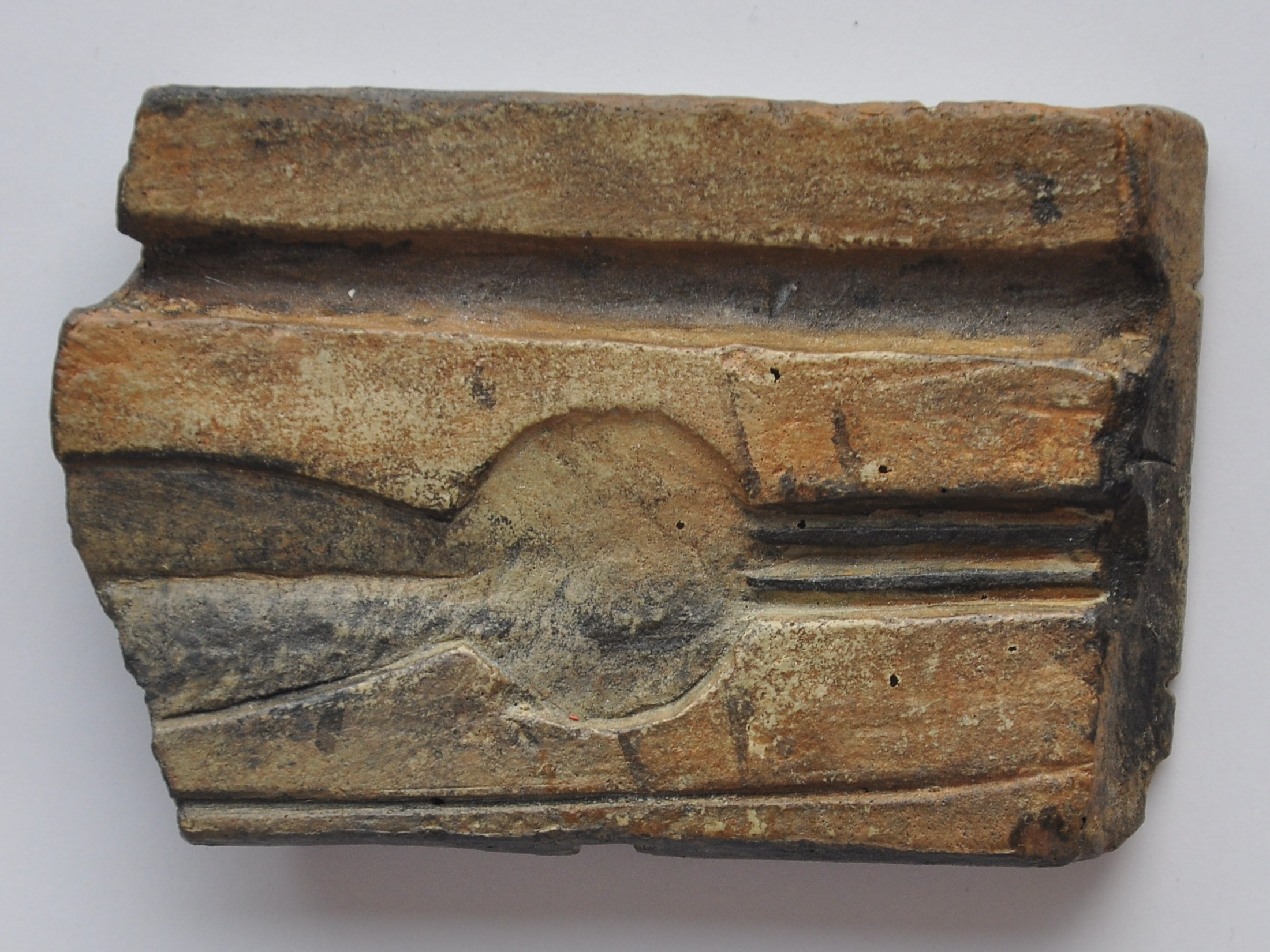
Gussform aus Speckstein

Die Fundstelle Technikum wurde 1998 von Tauchern entdeckt. In den Jahren 1999, 2006 und 2011 wurde sie von der archäologischen Tauchequipe der Stadt Zürich genauer untersucht. In der zweiten Hälfte des 17. Jahrhunderts v. Chr. existierte hier ein Inseldorf mit Pfahlbauten, das von mehreren Palisadenreihen umgeben war. Mit einer Fläche von 3000 bis 4000 m² zählt das Inseldorf zu den grösseren Siedlungen der frühen Bronzezeit im Alpenvorland.
Untersuchungen an der Fundstelle Hurden Rosshorn ergaben, dass es zur selben Zeit (um 1600 v. Chr.) einen hölzernen Steg zwischen Rapperswil und Hurden gab. Möglicherweise war die Inselsiedlung eine Kontrollstation an dieser Seequerung. Eine Verbindung zwischen dem Inseldorf und den Seequerungen wurde jedoch nicht gefunden. Die Funktion der Siedlung ist bislang unklar.
Das Fundspektrum umfasst unter anderem Keramik und Gewandnadeln, Dolche, Pfeilspitzen und Angelhaken aus Bronze. Die Einzelfunde sind vielfältig, darunter Keramikscherben, ein fast vollständig erhaltenes verziertes Keramikgefäss, ein Stein- und ein Bronzebeil und ein Stück Golddraht; in der Schweiz wurden bisher selten goldene Gegenstände aus der Bronzezeit entdeckt. Als bemerkenswert gilt eine Gussform aus Speckstein für Rasiermesser vom sogenannten alpinen Typ. Solche Klingen wurden bislang nur im Alpenraum gefunden, und auch der Speckstein stammt aus den Bergen, was auf entsprechende Handelsbeziehungen hindeutet.

## UNESCO-Weltkulturerbe und Kulturgut von nationaler Bedeutung
Die Pfahlbauten des Inseldorfs zählen zu den 111 Fundplätzen, die am 27. Juni 2011 als UNESCO-Weltkulturerbe Prähistorische Pfahlbauten um die Alpen anerkannt wurden. Die in diesem Zusammenhang ebenfalls geschützte Pufferzone ist mit 49,1 Hektar Fläche etwa 45-mal so gross wie die 0,92 Hektar grosse Fundstelle Technikum. Sie umgibt die Fundstelle weiträumig – zum anderen Seeufer hin bis zur Grenze des Kantons Schwyz, Richtung Westen bis über den Seedamm hinaus. Im Norden schliesst die Pufferzone eine Fläche an Land ein, auf der die meisten Gebäude des Hochschul-Campus stehen und die bis zu den Gleisanlagen am Bahnhof Rapperswil reicht.
Im Schweizerischen Inventar der Kulturgüter von nationaler Bedeutung ist die Fundstelle Technikum als Klasse-A-Objekt aufgeführt.
Das Amt für Archäologie des Kantons St. Gallen hat ein Schutzgebiet namens «Technikum-Seedamm und Heilighüsli» definiert, das ungefähr mit dem UNESCO-Schutzgebiet Technikum inklusive Pufferzone übereinstimmt, aber etwas kleiner ist. Im Westen reicht es nur bis zum Seedamm, im Norden reicht es nicht bis zum Seeufer und kommt ihm nur an einem Punkt nahe. Dieses Schutzgebiet bezieht sich laut Inventarblatt auf die bronzezeitliche Siedlung an der UNESCO-Fundstelle Technikum, aber zugleich auf prähistorische und historische Wege über den See sowie die Kapelle Heilig Hüsli und Reste von frühneuzeitlichen Fischfanganlagen.